# ブンブンたいむ
『ブンブンたいむ』は、1979年（昭和54年）4月2日 から1982年（昭和57年）3月までNHK総合テレビジョンの幼児向け番組『おかあさんといっしょ』内で放送されていた人形劇である。

## 概要
番組の最初に放送。放送日は月曜日から金曜日で、金曜日に放送した最初の人形劇。1話5分。同時並行で放送されていた『ミューミューニャーニャー』を除き、歴代7作目にあたる。前作『ゴロンタ劇場』が原作・脚本担当の山元護久の病死により絶筆になったため急遽、制作された。
当初は『ゴロンタ劇場』と同様に、着ぐるみキャラクターが子供たちの前で演劇をする内容だったが、1981年（昭和56年）4月6日放送分をもって内容が大きく変更され、2025年（令和7年）現在と同じく別撮り方式に変更された。実写映像のみでアニメーション版は無く、本コーナー以外での登場は「ブンブンホイ」のみだった。
同じく『ゴロンタ劇場』に続き、キャラクター全員が男の子である。また、キャラクターの動物が、レッサーパンダ、キツネ、おしらせどりとバラバラで、年齢と名字が与えられた、最初の人形劇である。
ごじゃえもん役の肝付兼太は、前々作『うごけぼくのえ』のカリ以来2度目の出演となった。
1985年（昭和60年）4月1日から『おかあさんといっしょ』の再放送チャンネルが教育テレビに移動し、その時に放送中だった次作『にこにこ、ぷん』は本放送は総合テレビ、再放送は教育テレビで放送されることとなった。また、同作放送期間中の1989年1月8日に元号が平成になったため本作は全話、総合テレビでのみおよび元号が昭和のうちに放送された最後の人形劇である。

## あらすじ
ブンブン、つね吉、ごじゃえもん（放送開始当初はおしらせどり）の3匹（正確には2匹と1羽）が繰り広げる楽しい話。
毎回つね吉は、ブンブンとごじゃえもんをうまく口車に乗せて、自分だけいい目を見ようとするが、いつも最後はごじゃえもんの反撃を受ける。

## キャスト
ブンブン・イザトナルトブン
声 - 小原乃梨子
主人公。レッサーパンダの男の子。4歳。青色の帽子とオーバーオールを着用していて、胸に名前が刺繍されている。一人称は「僕」で、立ち位置は中央。
素直でおっとりとしていて極度のマイペース。その名の通り、いざとなると「ブン」と呼ばれる。
各キャラクター共、絵描き歌があった。
マイペースだが、努力家でもある。
いなりやま・つね吉
声 - 山田康雄
キツネの男の子。5歳。黒いシャツ、ピンク色の長ズボンと帽子を着用していて、シャツにはブンブンと同じく名前が刺繍されている。語尾に「ワイワイ」とつけて喋る。疑問文の語尾には「そらむし」をつける。口癖は「だってばさってば」「あたりき」「この世の中でタダなものは空気だけなのよね」。一人称は基本「あたし」だが、まれに「俺様」を使うこともある。立ち位置は右。
物知りでちょっとずる賢い。面倒くさがり屋で、しっぽを箒代わりにして掃除をする。いじめっ子だが義理と人情には厚い。また、食いしん坊で、トカゲの死体を乾燥バナナと勘違いして食べたこともある。
つね吉が何かを提案したとき、ごじゃえもんがぼけたことを言って、つね吉に「頭悪い」とつっこまれ、ブンブンが正解を言って、つね吉に「頭良い」と褒められるのが落ちである。
当時、番組内で「コンコンクシャンのうた」が歌われた時には彼のことも歌詞に含まれ、客演してオーバーアクションを演じていた。
ごじゃえもん
声 - 肝付兼太
おしらせどりの男の子。3歳。語尾に「ごじゃる」や「ごじゃえもん」とつけて喋る。上記の二人とは異なり、服は着ていない。一人称は「あたい」で、立ち位置は左。
おしらせどりはくちばしが拡声器の形をしていて、背中にゼンマイの螺巻があり、ゼンマイがきれると動きが鈍くなる。事件が起こると「大変でごじゃる、大変でごじゃる」と騒ぐ。ゼンマイを逆に巻くと「てけすた。てけすた。」（てけすたは助けての逆読み）と言いながら後ずさりする。
当初はおしらせどりの名で呼ばれていたが、一般公募でごじゃえもんの名で呼ばれるようになる。

## 共演者
本作放送開始と同時に輪島直幸と瀬戸口清文以外の出演者が全員交代。3年間の放送期間のうち、メンバー変更は1981年（昭和56年）の1回のみで、初代身体表現のおねえさんの馮智英が加入した。なお、本作放送中一切変動が無いメンバーは、1974年（昭和49年）から参加している8代目たいそうのおにいさんの瀬戸口清文のみである。
- 輪島直幸（司会・6代目たいそうのおにいさん。1979年4月2日 - 1981年4月3日。）
- 瀬戸口清文（8代目たいそうのおにいさん、1979年4月2日 - 1982年3月）
- 宮内良（4代目うたのおにいさん、1979年4月2日 - 1981年4月3日）
- 奈々瀬ひとみ（13代目うたのおねえさん、1979年4月2日 - 1981年4月3日）
- かしわ哲（5代目うたのおにいさん、1981年4月6日 - 1982年3月）
- 林アキラ（5代目うたのおにいさん、1981年4月6日 - 1982年3月）
- しゅうさえこ（14代目うたのおねえさん、1981年4月6日 - 1982年3月）
- 馮智英（「ハイ・ポーズ」のおねえさん、1981年4月6日 - 1982年3月）
- ブーフーウー（第1作人形劇。ファミリーコンサート「げんき♥元気」。第46回NHK紅白歌合戦。）
- ゴロンタ劇場（前作人形劇。「げんき♥元気」「キャラクター・オン・ステージ」）

・ にこにこ、ぷん（次作人形劇。ファミリーコンサート、NHK紅白歌合戦など。）
- ドレミファどーなっつ!（次々作人形劇。第43回NHK紅白歌合戦〈ブンブンのみ〉、第46回NHK紅白歌合戦。）

## スタッフ
- 原作 - 舟崎克彦
- 人形製作 - 岡部久義
- 小道具 - 上田順一
- 音楽 - 越部信義
- 振付 - 坂上道之助、城戸政道
- 企画・制作・著作 - NHK

## 音楽

### オープニングテーマ
「ブンブンたいむ」
作詞：舟崎克彦 / 作曲：越部信義 / 歌：ブンブン、コロンビアゆりかご会
この歌が発表された正確な時期は不明だが、歌詞からおしらせどりがごじゃえもんと名付けられた後になるため、放送開始当初はオープニングがなかった。

### 挿入歌
後述のブンブンホイを含め全曲、作詞・舟崎克彦、作曲・越部信義
「ブンブンマーチ」
歌：ブンブン
「つねんぱNo.1」
歌：つね吉
「ごじゃえもんロック」
歌：ごじゃえもん

## ファミリーコンサート
| 公演   | タイトル                     | 出演者（一部を除く） |
| ------ | ---------------------------- | --- |
| 1989年 | おかあさんといっしょ30年     | 坂田おさむ、神崎ゆう子、馮智英、天野勝弘 じゃじゃまる、ぴっころ、ぽろり 眞理ヨシコ、中野慶子、竹前文子、砂川啓介 中川順子、片桐和子、瀬端優美子、森晴美 斉藤昌子、田中星児、斉藤伸子、松熊由紀 奈々瀬ひとみ、水木一郎、たいらいさお、宮内良 しゅうさえこ、かしわ哲、林アキラ ブンブン、つね吉、ごじゃえもん |
| 1989年 | キャラクター・オン・ステージ | 坂田おさむ、神崎ゆう子、馮智英、天野勝弘 じゃじゃまる、ぴっころ、ぽろり ゴロンタ、トムトム、チャムチャム ブンブン、つね吉、ごじゃえもん |
| 1990年 | げんき♥元気                  | 古今亭志ん輔、坂田おさむ、神崎ゆう子、馮智英、天野勝弘 じゃじゃまる、ぴっころ、ぽろり 林アキラ、森みゆき ゴロンタ、トムトム、チャムチャム ブンブン、つね吉、ごじゃえもん ブー、フー、ウー |

## 公開状況
現在、NHK番組公開ライブラリーで以下のエピソードが公開されている。
1979年秋頃（放送日不明）のエピソード
ブンブンとごじゃえもんがつね吉と遊ぼうとするが、つね吉が出てこない。つね吉の家の扉を開けると、つね吉が落ち込んでいる。食事をしていないことが原因と考えたブンブンとごじゃえもんはいろいろな食べ物をつね吉の前に持ってくるが…。
1981年4月6日のエピソード
何かをして遊ぼうということになり、つね吉の提案で「はる」にちなんだしりとりをすることになる。作中に登場したしりとりは、つね吉 → ちょうちょ → ヨモギ → ぎっくり腰 → しまい、という順番。

## 備考
本作のキャラクターは比較的『NHK紅白歌合戦』へのゲスト出演が多かった。
- 1979年（昭和54年）『第30回NHK紅白歌合戦』に、西城秀樹の「YOUNG MAN (Y.M.C.A.)」でゲスト出演者として、バンクダンサーで出場した。
- 1980年（昭和55年）『第31回NHK紅白歌合戦」』に、榊原郁恵の「ROBOT（ロボット）」という曲でゲスト出演者として、バックダンサーで出場した。

番組終了後も1990年（平成2年）まで『おかあさんといっしょ』のコンサートに登場し、『にこにこ、ぷん』や『ゴロンタ劇場』等のキャラクターの共演が見られた。
- 1992年（平成4年）『第43回NHK紅白歌合戦』の特別コーナー「テレビ40年思い出の主役たち」にブンブンのみが出演。『にこにこ、ぷん』の他、次々作『ドレミファ・どーなっつ!』ともに共演した。
- 1995年（平成7年）『第46回NHK紅白歌合戦』の特別コーナー「子どもキャラクターショー」にゲスト出演者として出演。『にこにこ、ぷん』と『ドレミファ・どーなっつ！』の他、初代人形劇の『ブーフーウー』ともに共演した。

## ブンブンホイ
- 『おかあさんといっしょ』当時のエンディング。出演する幼児達が輪になって順番にブンブン達と勝負をする。
- 手を上と、横と、下の3つのポーズがあり、ブンブン達と違うポーズをしたら勝ち、同じポーズをしたら負けという、「あっち向いてホイ」に似たルール（幼児の勝ち分が3分の2となる）。「しょーうぶ！ ウソ、ホント、ウッソホントウッソホント、ブンブンホイ！」のかけ声でポーズを取った。
- この勝負とルールは『ゴロンタ劇場』を引き継いでいる。
- 勝負が終わると、歌のおにいさん、おねえさんがエンディングテーマを歌った。また体操のおにいさん、おねえさん（1981年度より）およびブンブン達がバックダンスをして子供たちもそれに倣った。歌の最後には「エイエイオー」と勝ち鬨をあげ、風船が落ちてきて番組が終了する。

エンディングの着ぐるみ全員参加は本作からで、『ドレミファ・どーなっつ!』の1998年（平成10年）度まで続いた。

## その他
- キャストは、スタジオの隅に設置された“鳥小屋”と呼ばれるブースに入り、実際に子どもたちや操演者の反応を見ながらアドリブも交え演じていた。また、ブンブン役の小原乃梨子によると、出番のない時はブース内で様々な雑談をしていたといい、つね吉役の山田康雄が趣味のゴルフを熱く理論解説するなど「もしマイクが生きていたら、こんなに面白い聞きものはないだろう」と語っていた[19]。
- 本作が放送を開始した全く同じ日に日本を代表する子供向けアニメがスタートし[20]、ブンブン役の小原と、ごじゃえもん役の肝付兼太は同作でもメインキャラクターの声を担当。二人は本作放送終了後も、同作のスタッフ・声優の総入れ替えが行われる直前の放送、2005年（平成16年）3月18日まで出演し続けた[21]。

以後、『ドレミファ・どーなっつ!』まで『おかあさんといっしょ』と同様、2025年（令和7年）5月現在も放送中の子供向けアニメのメインキャラクターを演じている声優が必ず一人以上、人形劇に選ばれた。